# Ougarta-Berge
Dies Ougarta-Berge (arabisch سلاسل الوقارتة, französisch Chaînes d’Ougarta) sind ein Bergland in der Sahara-Provinz Béni Abbès des westlichen Algeriens, benannt nach der Oase Ougarta, die zur Kommune Béni Abbès gehört und am Ostanstieg der Berge liegt.
Das Bergland erstreckt sich von Nordwesten nach Südosten über eine Länge von rund 250 km bei einer Breite von bis zu 50 km zwischen den Dünengebieten des Westlichen Großen Erg im Osten und des Erg Er Raoui im Westen. Im Norden schließt die Felswüste Hammada du Guir an.
Die Ougarta-Berge gipfeln im äußersten Nordwesten im Jbel Bet Touaris (925 m). Im Südosten, wo die Berge in zwei parallelen Bergketten zwischen dem Tal des Oued Saoura und dem abflusslosen Becken des Sebkha el Melah ausläuft, haben diese nur noch eine Breite von etwa 6 km und erreichen eine Höhe von gut 500 m.